# 館林厚生病院
邑楽館林医療企業団 公立館林厚生病院（おうらたてばやしいりょうきぎょうだん こうりつたてばやしこうせいびょういん）は、群馬県館林市にある医療機関。館林市と邑楽郡の板倉町・明和町・千代田町・大泉町・邑楽町の1市5町で構成する一部事務組合の邑楽館林医療企業団が運営する病院である。2011年4月1日に、太田・館林保健医療圏では2番目となる災害拠点病院（地域災害医療センター）の指定を受けた。1次,2次救急を扱っている。

## 診療科
- 内科
- 精神科
- 循環器内科
- 内分泌・糖尿病内科
- 小児科
- 外科・消化器外科
- 整形外科
- 脳神経外科
- 呼吸器外科
- 心臓血管外科
- 皮膚科
- 泌尿器科
- 透析室
- 産婦人科
- 眼科
- 耳鼻咽喉科
- 麻酔科
- リハビリテーション科
- 放射線治療科
- 歯科口腔外科

## 医療機関の指定等
- 保険医療機関
- 救急告示医療機関
- 労災保険指定医療機関
- 指定自立支援医療機関（更生医療・育成医療）
- 身体障害者福祉法指定医の配置されている医療機関
- 生活保護法指定医療機関
- 結核指定医療機関
- 指定養育医療機関
- 原子爆弾被害者一般疾病医療取扱医療機関
- 第二種感染症指定医療機関
- 災害拠点病院
- 臨床研修指定病院
- 特定疾患治療研究事業委託医療機関
- DPC対象病院
- 小児慢性特定疾患治療研究事業委託医療機関

## 交通アクセス
- 館林駅より広域公共路線バスで厚生病院前下車。